# Eraclio II di Georgia
Eraclio II di Georgia (in georgiano ერეკლე II?, in persiano ارکلی خان‎, Erekli Khan, in russo Ираклий?, Iraklij), noto anche come Ercole II o col soprannome di Il piccolo cacheziano oppure con le denominazioni alternative di Eraclio II di Cachezia o Eraclio II di Cartalia e Cachezia; Telavi, 7 novembre 1720 – Telavi, 11 gennaio 1798) della dinastia georgiana dei Bagration. Fu re di alcune province orientali della Georgia: dal 1744 al 1762 re di Cartalia (Khart'li) e dal 1762 sino alla morte, dei regni riuniti di Cartli-Cacheti (Khart'li-Kakhet'i).
Di rilievo durante il suo regno fu la firma di un trattato con la zarina Caterina II (1783) che pose la Georgia sotto il protettorato della Russia e assicurò l'appoggio militare russo contro la pressione esercitata dall'Islam.

## Biografia
Eraclio era il figlio di Teimuraz II, re di Cartalia (nella Georgia dell'est), e della sua seconda moglie, la principessa Tamara di Cartalia, figlia di Vakhtang VI e di Rusudan di Circassia. La sua infanzia coincise con l'occupazione della Cachezia da parte degli ottomani (1732-1735) e, successivamente, da Nadir Shah. Teimuraz si schierò con i persiani e ricoprì la carica di governatore di Cartalia.
Dal 1737 al 1739, Eraclio comandò una forza ausiliaria georgiana durante la spedizione in India e raggiunse il grado di comandante. 

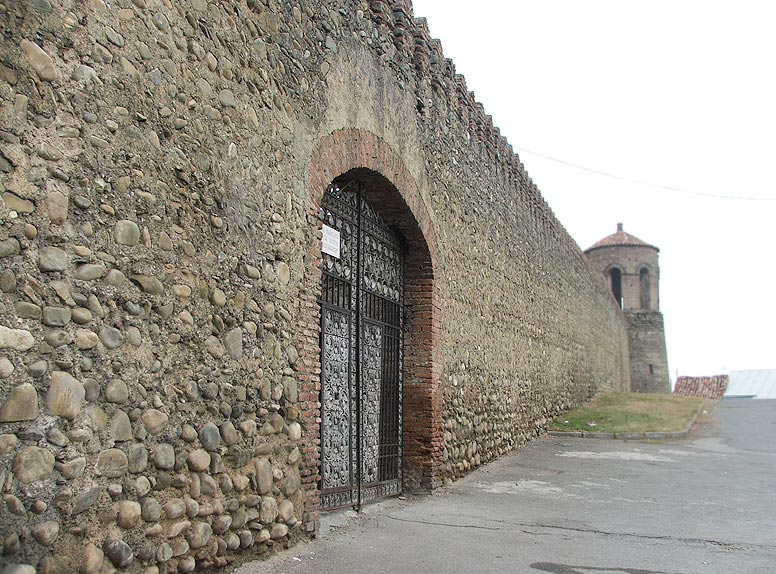
Il palazzo di Eraclio II a Telavi

Nel 1744 Theimuraz diventò sovrano di Cartalia e concesse il suo trono di Telavi al suo figlio unico principe (Batonishvili) Eraclio. Sia il padre che il figlio si allearono per combattere gli occupanti Persiani e difendere i confini dalle incursioni permanenti dei Caucasiani del Nord.
Nel 1762, Teimuraz II morì durante una missione diplomatica alla corte di San Pietroburgo, e Eraclio gli succedette come re di Cartalia, unendo così la Georgia orientale per la prima volta in tre secoli con capitale a Tbilisi.
Fece significative riforme riguardanti la modernizzazione dell'esercito, l'amministrazione, l'educazione e l'economia e limitò i poteri dell'aristocrazia feudale. Il suo canzoniere preferito fu il trovatore armeno Saiath Nova. Costituì una temporanea egemonia del Cartalia-Cachezia nella Transcaucasia dell'est. Tentò di unificare tutti i regni e principati della Georgia ma riuscì a organizzare solo una fiacca alleanza politica e militare nel 1790. 

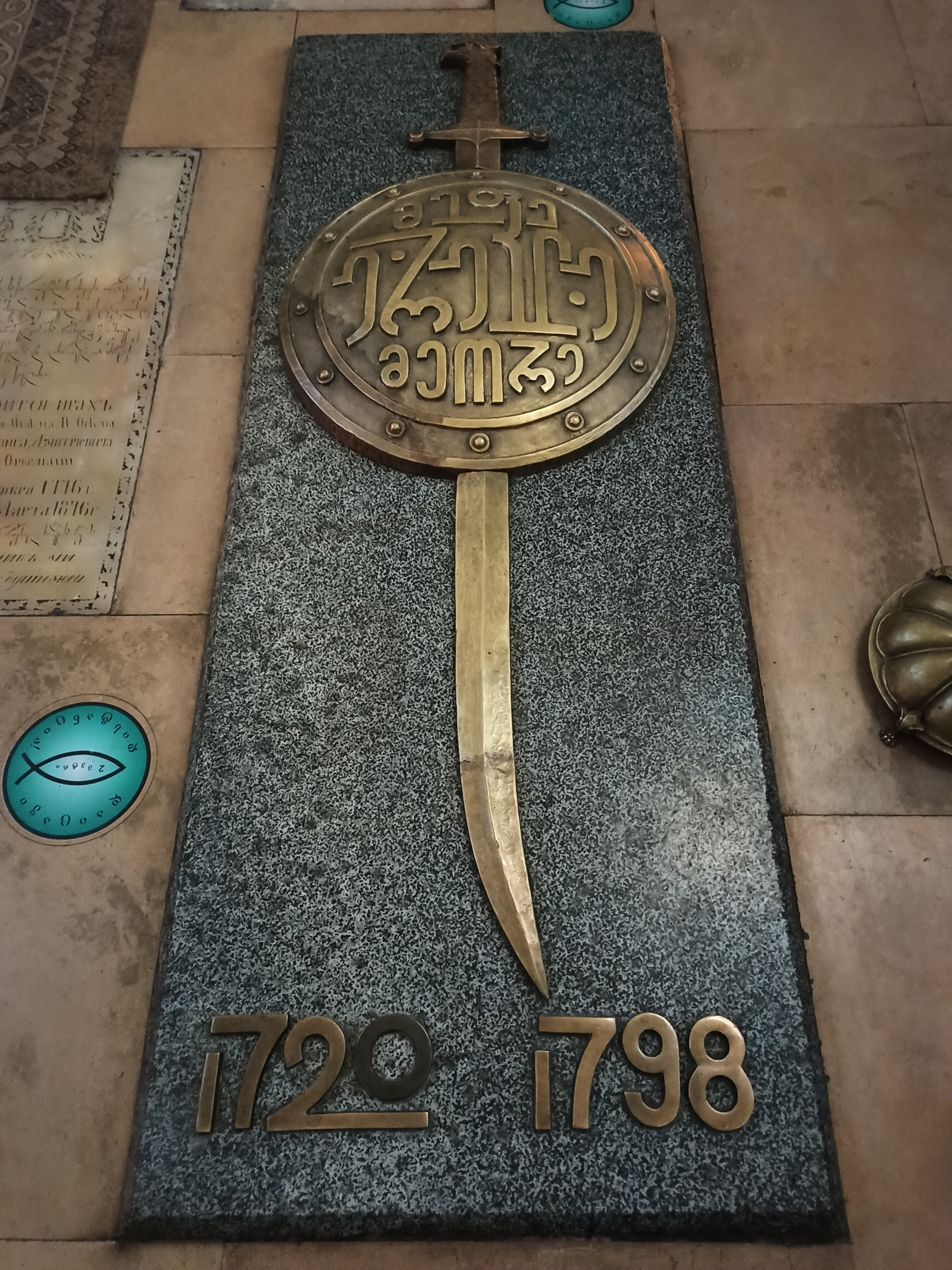
La tomba di Eraclio II nella Cattedrale di Svetitskhoveli.

La politica estera di Eraclio era fortemente pro-Europea e cercò di allearsi con vari governi europei contro la Persia e la Turchia, ma non ottenne aiuto. Nel 1770 si alleò con la zarina Caterina II nel contesto della quinta guerra russo-turca, infliggendo una dura sconfitta all'esercito ottomano nella battaglia di Asp'indza. Infine firmò il Trattato di Georgievsk con la Russia nel 1783. Il trattato portò a un intervento diretto del nuovo alleato con la campagna di Persia del 1796, in risposta all'invasione persiana della Georgia dell'anno precedente.
Eraclio II morì l'11 gennaio 1798 a Telavi e fu sepolto nella cattedrale di Svetitskhoveli a Mtskheta.

## Matrimoni

### Primo matrimonio
Nel 1740 sposò la principessa Ketevan Orbeliani (? - 1750), figlia del principe Vakhtang Orbeliani. Ebbero due figli:
- Vakhtang (1742 - 1º febbraio 1756)
- Rusadan (1744)

### Secondo matrimonio
Nel 1745 sposò la principessa Anna Abashidze (1730 - 7 dicembre 1749), figlia del principe Zaal Abashidze. Ebbero due figli:
- Giorgio (10 ottobre 1746 - 28 dicembre 1800)
- Tamar (11 luglio 1749 - 4 agosto 1786), sposò il principe David Orbeliani

### Terzo matrimonio
Nel 1750 sposò Darejan Dadiani (20 luglio 1734 - 8 novembre 1808). Ebbero ventitré figli:
- Solomon (? - 1765)
- Elene (1753 - 1786)
- Mariam (1755 - 1828)
- Sophia (? - 1756)
- Levan (1756 - 1781)
- Ioane (1759)
- Iulon (1760 - 1816)
- Vakhtang (1761 - 1814)
- Salome (1761 - ?)
- Teimuraz (1763 - 1827)
- Anastasia (3 novembre 1763 - 17 gennaio 1838)
- Keteven (1764 - 5 luglio 1840)
- Soslan-David (1764 - 1767)
- Mirian (1767 - 1834)
- Khoreshan (1768)
- Aleksander (1770 - 1844)
- Archil (1771)
- Luarsab (1772)
- Ekaterine (1774 - 1818)
- Tecla (1776 - 11 marzo 1846)
- Parnaoz (1777 - 1852)
- Archil (1780)
- Aslamaz-Khan (1782)